# معهد الاحصاء في تركيا
مؤسسة الإحصاء التركي ( TUIK ) هي مؤسسة بحثية تابعة لوزارة الخزانة والمالية في الجمهورية التركية .

## التاريخ
بدأت المؤسسة نشاطها باعتبارها اللجنة الإحصائية المركزية عام 1891 خلال الفترة العثمانية وفي فترة الجمهورية تم إنشاؤها تحت اسم مكتب الإحصاء المركزي بالمرسوم الخاص بصحة تعليمات دائرة الإحصاء المركزي المؤرخ في 25 أبريل 1926 والرقم 3517.
=وفي عام 1930 تم إعادة تنظيم جميع مهام الدائرة وتم تغيير اسمها إلى المديرية العامة للإحصاء وتم تغيير المؤسسة، التي كانت تسمى معهد الإحصاء الحكومي في عام 1962، إلى مؤسسة الإحصاء التركي اعتبارًا من 18 نوفمبر 2005.

## الهيكل الإداري
ويقع مقرّ المؤسسة في مدينة أنقرة و لديها 26 مديرية إقليمية في جميع أنحاء تركيا.

## الوظائف
وتتمثل واجبات وصلاحيات المؤسسة فيما يلي: 
- إعداد البرنامج المحدد في القانون رقم 5429.
- تنظيم تنفيذ الأنشطة الإحصائية التي يحددها البرنامج والتأكد من تنفيذها.
- تحديد الأساليب والتعاريف والتصنيفات والمعايير الإحصائية المستخدمة في إنتاج الإحصاءات الرسمية وفقاً للمعايير الوطنية والدولية.
- تجميع وتقييم وتحليل ونشر إحصاءات الدولة في مجالات الاقتصاد والاجتماعي والديموغرافيا والثقافة والبيئة والعلوم والتكنولوجيا وغيرها من المجالات التي تعتبر ضرورية.
- تقديم التفسيرات العلمية والفنية للنتائج الإحصائية الرسمية.
- متابعة التطورات في تقنيات البحث العلمي والأساليب الإحصائية وتقنيات المعلومات في مجال الإحصاء واتخاذ الإجراءات اللازمة لتنفيذها.
- تحديد المجالات التي تحتاج إلى بيانات إحصائية وطرق تجميع البيانات، بالتعاون مع المؤسسات والمنظمات ذات الصلة، مع مراعاة الأولويات الوطنية والدولية في مجال الإحصاء.
- مراقبة تنفيذ المهام الإحصائية الرسمية التي يسندها البرنامج إلى المؤسسات والمنظمات، وفحص مدى مطابقة الإحصاءات التي تنتجها هذه المؤسسات للمعايير الدولية، ومراقبة الجودة وتقديم الدعم الفني والتنسيق بشأن هذه القضايا.
- إجراء دراسات الإستراتيجية والسياسات المتوسطة والطويلة المدى للمؤسسة في إطار خطط وبرامج وسياسات التطوير التي يحددها الرئيس، والتشريعات ذات الصلة والمبادئ الأساسية المعتمدة؛ اتخاذ التدابير اللازمة للتحسين المستمر للهيكل التنظيمي ومعايير جودة الخدمة والخدمات والعمليات الإدارية، اعتمادًا على الخطط الإستراتيجية والأهداف والغايات السنوية للمؤسسة.
- إعداد تقارير المراقبة السنوية حول تنفيذ البرنامج.
- تنسيق تخزين المعلومات الإحصائية وعرضها للمستخدم وتطوير الأنظمة المتعلقة بهذه المجالات وإنشاء شبكة معلومات وطنية ودولية ونظام تدفق معلومات لهذا الغرض.
- تحديد وتنفيذ المعايير في إنشاء أنظمة التسجيل الوطنية المحددة في القانون رقم 5429 وضمان تنفيذها بالتنسيق بين المؤسسات.
- متابعة وتقييم ونشر مؤشرات البلدان أو مجموعات البلدان الأخرى عند الضرورة من أجل إجراء مقارنات على المستوى الدولي.
- إعداد وتطوير وتنفيذ مشاريع البحث والمساعدة الفنية بالتعاون مع المؤسسات والمنظمات الوطنية والدولية من أجل إنتاج البيانات في المجالات المطلوبة وتطوير وتعزيز القدرات التقنية.
- ضمان التعاون مع الدول والمنظمات الدولية الأخرى في القضايا الإحصائية وتنظيم الاجتماعات الدولية.
- القيام بالمهام الأخرى التي تحددها القوانين والمراسيم الرئاسية.

## مناقشات
في ديسمبر 2021، أراد رئيس حزب الشعب الجمهوري، كمال كليجدار أوغلو، مقابلة رئيس معهد الإحصاء التركي (TUIK)، بعد الإعلان عن أرقام التضخم، ولكن نظرًا لعدم تحديد الموعد، ذهب مع موظفيه إلى رئاسة TURKSTAT. وعلى الرغم من ذلك، فإن إدارة TÜIK لم تفتح الأبواب.  سألت سيلين سايك بوكي الضباط عند الباب "كيفية الوصول إلى المعلومات على موقع TÜIK؟" وذكر أنه تحت العنوان كتب أنه يمكن للمواطنين القدوم إلى المنظمة المركزية وهم يأتون إلى المنظمة المركزية. قال إنجين أوزكوتش أيضًا إن TUIK انتهكت القانون بعدم فتح الأبواب. 